# Leiophron pseudomitis
Leiophron pseudomitis är en stekelart som först beskrevs av Hedwig 1957.  Leiophron pseudomitis ingår i släktet Leiophron och familjen bracksteklar. Inga underarter finns listade i Catalogue of Life.